# Szebalino
Szebalino – wieś w Rosji, w Republice Ałtaju, stolica rejonu szebalińskiego. W 2008 liczyło 6 851 mieszkańców.